# 北海道道617号オシラネップ原野濁川停車場線

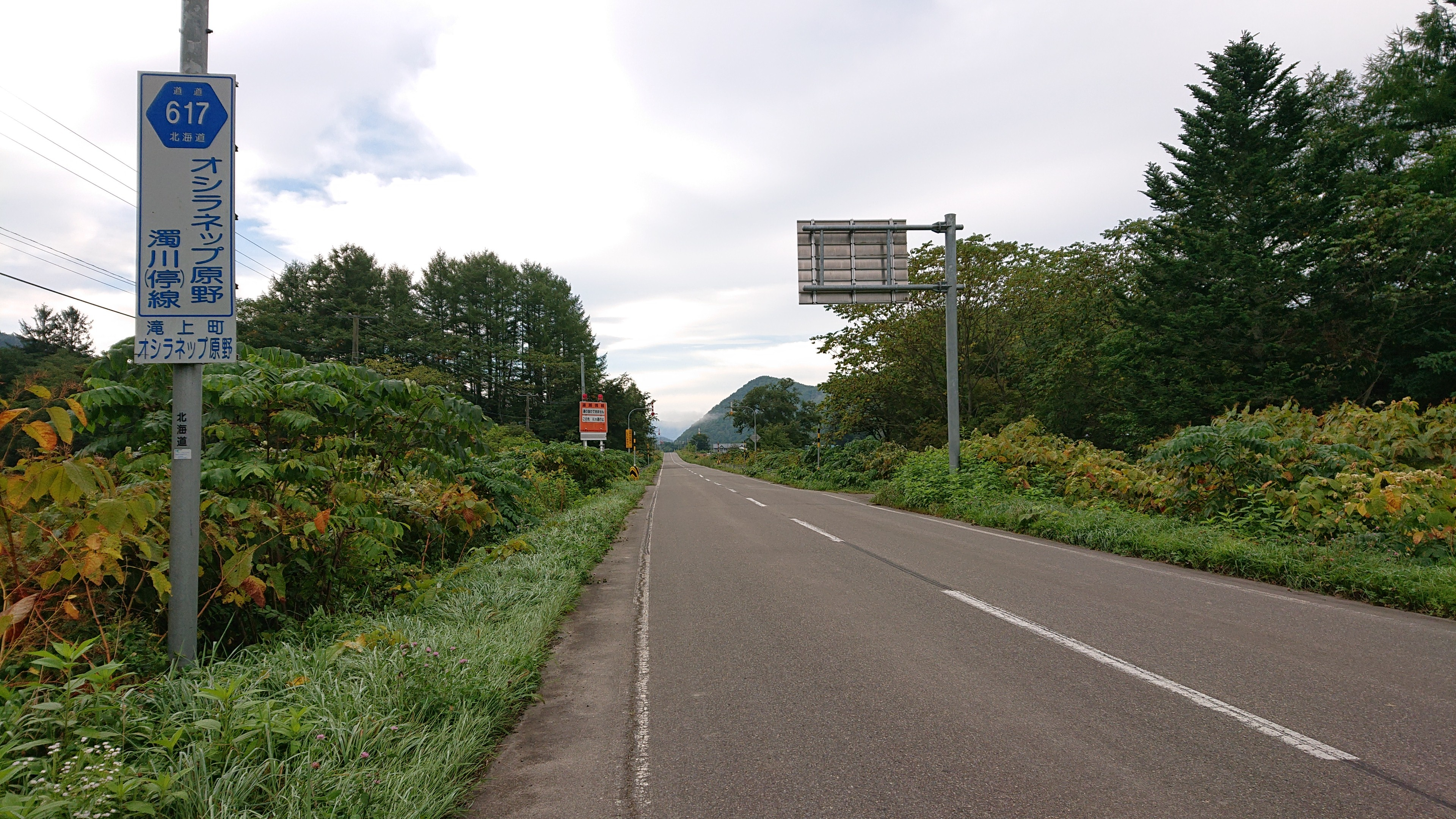
北海道道617号オシラネップ原野濁川停車場線（滝上町オシラネップ原野）

北海道道617号オシラネップ原野濁川停車場線（ほっかいどうどう617ごう オシラネップげんやにごりかわていしゃじょうせん）は、北海道紋別郡滝上町内を結ぶ一般道道（北海道道）である。

## 概要

### 路線データ
- 起点：北海道紋別郡滝上町拓雄
- 終点：北海道紋別郡滝上町濁川中央（旧国鉄 渚滑線 濁川駅跡）
- 路線延長：22.3 km

## 歴史
- 1968年（昭和43年）3月30日 路線認定[1]。

## 路線状況

### 重複区間
- 滝上町雄柏 - 滝上町濁川中央（北海道道137号遠軽雄武線）

### 冬期通行止区間
- 起点 - 起点より8.4 km地点（11月下旬 - 5月下旬）
- 起点より8.4 km地点 - 起点より14.6 km地点（11月下旬 - 4月下旬）

## 地理

### 通過する自治体
- オホーツク総合振興局
  - 紋別郡滝上町

### 交差する道路
滝上町
- 北海道道137号遠軽雄武線 - 雄柏、濁川中央（重複）

### 沿線にある施設など
滝上町
- 濁川郵便局 - 濁川中央